# مسجد جامع تربت حیدریه
مسجد جامع تربت حیدریه در میدان مرکزی شهرستان تربت حیدریه واقع شده‌است و قدمت آن به اواخر دوره قاجاریه برمی گردد. این مسجد به همت شخصی با نام حاج ابوالقاسم هراتی ساخته شده‌است که بقایای مسجد قدیمی تر را تخریب کرده و به هزینه خود آن را تعمیر کرده‌است و حال به این صورت درآمده. آنچه باعث شکوه عظمت مسجد است ایوان بلندی است که دو گلدسته در دو طرف آن ساخته شده‌است.

## ایوان مسجد جامع تربت حیدریه
ایوان مسجد جامع تربت حیدریه مربوط به اواخر دوره قاجار است و در تربت حیدریه، بخش مرکزی، حاشیه ضلع جنوب غربی میدان مرکزی (میدان امام خمینی) واقع شده و این اثر در تاریخ ۱۸ اسفند ۱۳۸۷ با شمارهٔ ثبت ۲۴۹۸۴ به‌عنوان یکی از آثار ملی ایران به ثبت رسیده است.

## بسیج
حدود چند سال پس از پیروزی انقلاب اسلامی بسیج مستضعفین در تربت حیدریه تأسیس و یکی از پایگاه‌های فعلی آن مسجد جامع تربت حیدریه به نمایندگی قاسمی می‌باشد